# Valada
Valada, gelegentlich auch Valada do Ribatejo, ist eine Ortschaft und eine Gemeinde im mittleren Portugal. Sie liegt am Tejo und ist heute regional für seine Wassersport- und Bademöglichkeiten dort bekannt und wird zudem sowohl für motorisierten Wassersport als auch von Rudervereinen genutzt.

## Geschichte
Der Ort entwickelte sich durch seine Bedeutung als Hafen für die Flussschifffahrt auf dem Tejo, über den Waren und vor allem landwirtschaftliche Erzeugnisse wie Weizen und Wein nach Lissabon transportiert wurden. Im Landsitz Paços de Vallada hielt sich immer wieder portugiesischer Hochadel auf, zu nennen insbesondere die Könige D. Pedro I., D. Fernando I. und D. João I. im 14. und 15. Jh.
Im Jahr 1528 war Valada bereits eine eigenständige Gemeinde und erhielt eine eigene Gemeindekirche.
Die 1904 erbaute Eisenbahnbrücke Ponte Rainha D. Amélia im Gemeindeort Porto de Muge und dem benachbarten Muge ermöglichte den Betrieb der Eisenbahnstrecke Linha de Vendas Novas und auch die Straßenverbindungen wurden verbessert. 1906 fand mit dem Quilómetro Lançado de Vallada ein Autorennen statt, organisiert vom Real Automóvel Club de Portugal (heute Automóvel Club de Portugal) und mit Unterstützung und Anwesenheit der Königsfamilie.
| Bevölkerungsentwicklung der Gemeinde Valada (1864–2011) | Bevölkerungsentwicklung der Gemeinde Valada (1864–2011) | Bevölkerungsentwicklung der Gemeinde Valada (1864–2011) | Bevölkerungsentwicklung der Gemeinde Valada (1864–2011) | Bevölkerungsentwicklung der Gemeinde Valada (1864–2011) | Bevölkerungsentwicklung der Gemeinde Valada (1864–2011) | Bevölkerungsentwicklung der Gemeinde Valada (1864–2011) | Bevölkerungsentwicklung der Gemeinde Valada (1864–2011) | Bevölkerungsentwicklung der Gemeinde Valada (1864–2011) | Bevölkerungsentwicklung der Gemeinde Valada (1864–2011) | Bevölkerungsentwicklung der Gemeinde Valada (1864–2011) | Bevölkerungsentwicklung der Gemeinde Valada (1864–2011) | Bevölkerungsentwicklung der Gemeinde Valada (1864–2011) | Bevölkerungsentwicklung der Gemeinde Valada (1864–2011) | Bevölkerungsentwicklung der Gemeinde Valada (1864–2011) |
| ------------------------------------------------------- | ------------------------------------------------------- | ------------------------------------------------------- | ------------------------------------------------------- | ------------------------------------------------------- | ------------------------------------------------------- | ------------------------------------------------------- | ------------------------------------------------------- | ------------------------------------------------------- | ------------------------------------------------------- | ------------------------------------------------------- | ------------------------------------------------------- | ------------------------------------------------------- | ------------------------------------------------------- | ------------------------------------------------------- |
| 1864                                                    | 1878                                                    | 1890                                                    | 1900                                                    | 1911                                                    | 1920                                                    | 1930                                                    | 1940                                                    | 1950                                                    | 1960                                                    | 1970                                                    | 1981                                                    | 1991                                                    | 2001                                                    | 2011                                                    |
| 1 327                                                   | 1 474                                                   | 1 743                                                   | 1 764                                                   | 1 925                                                   | 1 905                                                   | 2 027                                                   | 2 057                                                   | 2 027                                                   | 1 967                                                   | 1 628                                                   | 1 399                                                   | 1 116                                                   | 903                                                     | 821                                                     |

## Verwaltung
Valada ist Sitz einer gleichnamigen Gemeinde (Freguesia) im Kreis (Concelho) von Cartaxo im Distrikt Santarém. In ihr leben 683 Einwohner auf einer Fläche von 42 km² (Stand 19. April 2021).
Folgende Ortschaften und Orte liegen in der Gemeinde:
- Alqueidão
- Palhota
- Porto de Muge
- Quinta do Mocho
- Reguengo
- Valada

## Persönlichkeiten
- Alfredo Trindade (1908–1977), Radrennfahrer, gewann die Portugal-Rundfahrt 1932 und 1933
- Fernando Salgueiro (1913–1996), prämierter Stierkämpfer